# (300018) 2006 UZ79
(300018) 2006 UZ79 es un asteroide perteneciente al cinturón de asteroides, descubierto el 17 de octubre de 2006 por el equipo del Mount Lemmon Survey desde el Observatorio del Monte Lemmon, Arizona, Estados Unidos.

## Designación y nombre
Designado provisionalmente como 2006 UZ79.

## Características orbitales
2006 UZ79 está situado a una distancia media del Sol de 3,143 ua, pudiendo alejarse hasta 3,311 ua y acercarse hasta 2,974 ua. Su excentricidad es 0,053 y la inclinación orbital 10,04 grados. Emplea 2035,26 días en completar una órbita alrededor del Sol.

## Características físicas
La magnitud absoluta de 2006 UZ79 es 16,6.